# Денисиха (Рузский городской округ)
Денисиха — деревня сельского поселения Волковское Рузского района Московской области. Численность постоянно проживающего населения — 8 человек на 2006 год. До 2006 года Денисиха входила в состав Никольского сельского округа.
Деревня расположена на северо-востоке района, примерно в 18 километрах северо-восточнее Рузы, высота центра над уровнем моря 239 м. Ближайший населённый пункт — деревня Сафониха — менее километра на север.